# Даценко Ніна Михайлівна
Ні́на Миха́йлівна Даце́нко (5 вересня 1977) — українська письменниця, журналістка, радіоведуча.

## Біографія
Народилась 5 вересня 1977 року в селі Велика Снітинка Фастівського району Київської області.
Закінчила Інститут журналістики Київського національного університету імені Тараса Шевченка.
З жовтня 2003 року працює на Українському радіо коментатором дирекції програмування, суспільно-економічних та освітньо-художніх програм Національної радіокомпанії України. Готує до ефіру передачі АВС і «Твій друг — книга».
З 2004 року — членкиня Національної спілки письменників України.
З 2010 року — одна із редакторів програми «Вечірня колисанка».
Живе у Києві. 